# 东湖街道 (泉州市)
24°54′56″N 118°36′05″E / 24.91556°N 118.60139°E
东湖街道是中华人民共和国福建省泉州市丰泽区下辖的一个街道。

## 行政区划
东湖街道办事处驻东湖街。东湖街道共辖8个社区，分别是：
少林社区、东湖社区、铭湖社区、东凤社区、圣湖社区、凤山社区、仁风社区、松林社区。